# Плессен, Ганс фон
Ганс Георг Герман фон Плессен (нем. Hans Georg Hermann von Plessen; 26 ноября 1841, Шпандау (Берлин) — 28 января 1929, Потсдам) — прусский военачальник, генерал-полковник, генерал-губернатор Бранденбурга, в ранге генерал-фельдмаршала был командующим императорской штаб-квартирой в годы Первой мировой войны.

## Биография
Из прусских дворян. Потомственный офицер Прусской армии. Сын генерал-лейтенанта Германа фон Плессена.
С 1861 года служил курсантои во 2-м гренадерском полку кайзера Франца. В 1862 году произведен в лейтенанты. Участник Австро-прусско-датской войны 1864 г.

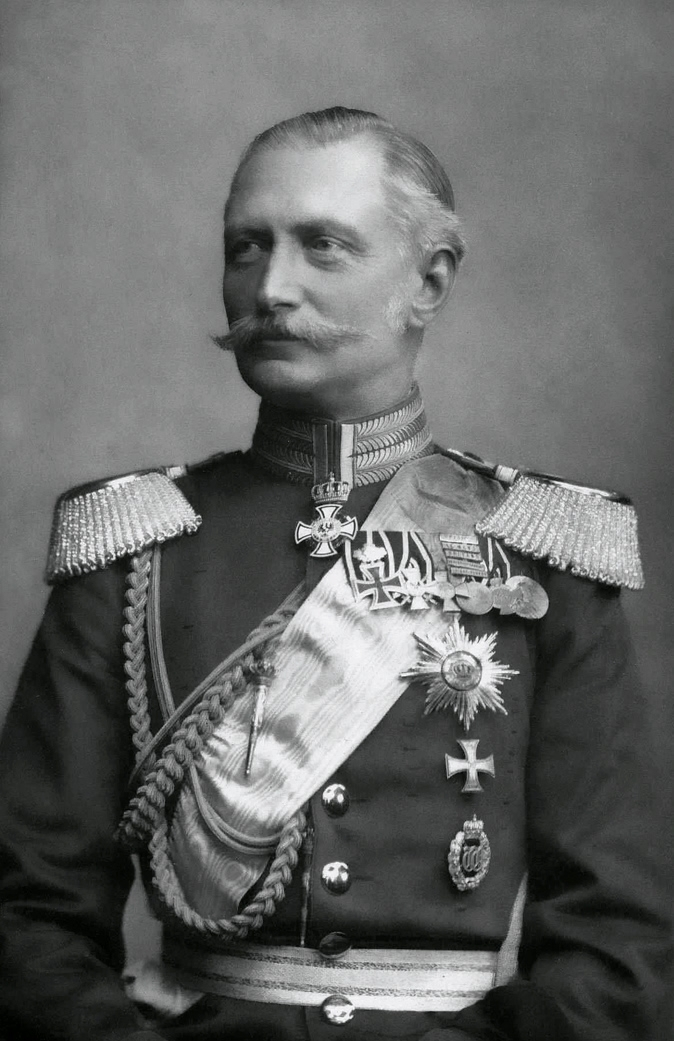
Ганс фон Плессен около 1900 г.

В 1869 г. обер-лейтенант. В 1870—1871 г. во время франко-прусской войны принимал участие в осадах Туля, Меца и Парижа, в битвах при Орлеане, Ле-Мане, Дрё, Мадлене, Беллёме, Мен-сюр-Луар, Божанси и др.
С 1872 г. в чине капитана служил в Генштабе. В 1879 — майор, в том же году назначен личным адъютантом германского императора и короля Пруссии Вильгельма I.
В 1882 году — член Генеральной комиссии и командир дворцовой гвардии. В 1885 году стал подполковником, в 1888 году — полковником, в 1891 году — генерал-майором. С 1892 года служил начальником свиты императора, командующим (комендантом) императорской штаб-квартирой. В 1894 году был назначен исполняющим обязанности генерал-адъютанта, позже — генерал-лейтенантом.
Входил в близкий круг кайзера Вильгельма II. Командовал 1-м гвардейским пехотным полком, конным корпусом военной полиции и 3-м Бранденбургским стрелковым пехотным батальоном.
В ноябре 1918 года после отречения Вильгельма II генерал-полковник фон Плессен, будучи в ранге фельдмаршала, ушёл с поста командующего императорской штаб-квартирой и воинской службы. На момент своего ухода с военной службы в возрасте 76 лет фон Плессен был самым старым служащим офицером в Германии.

## Награды

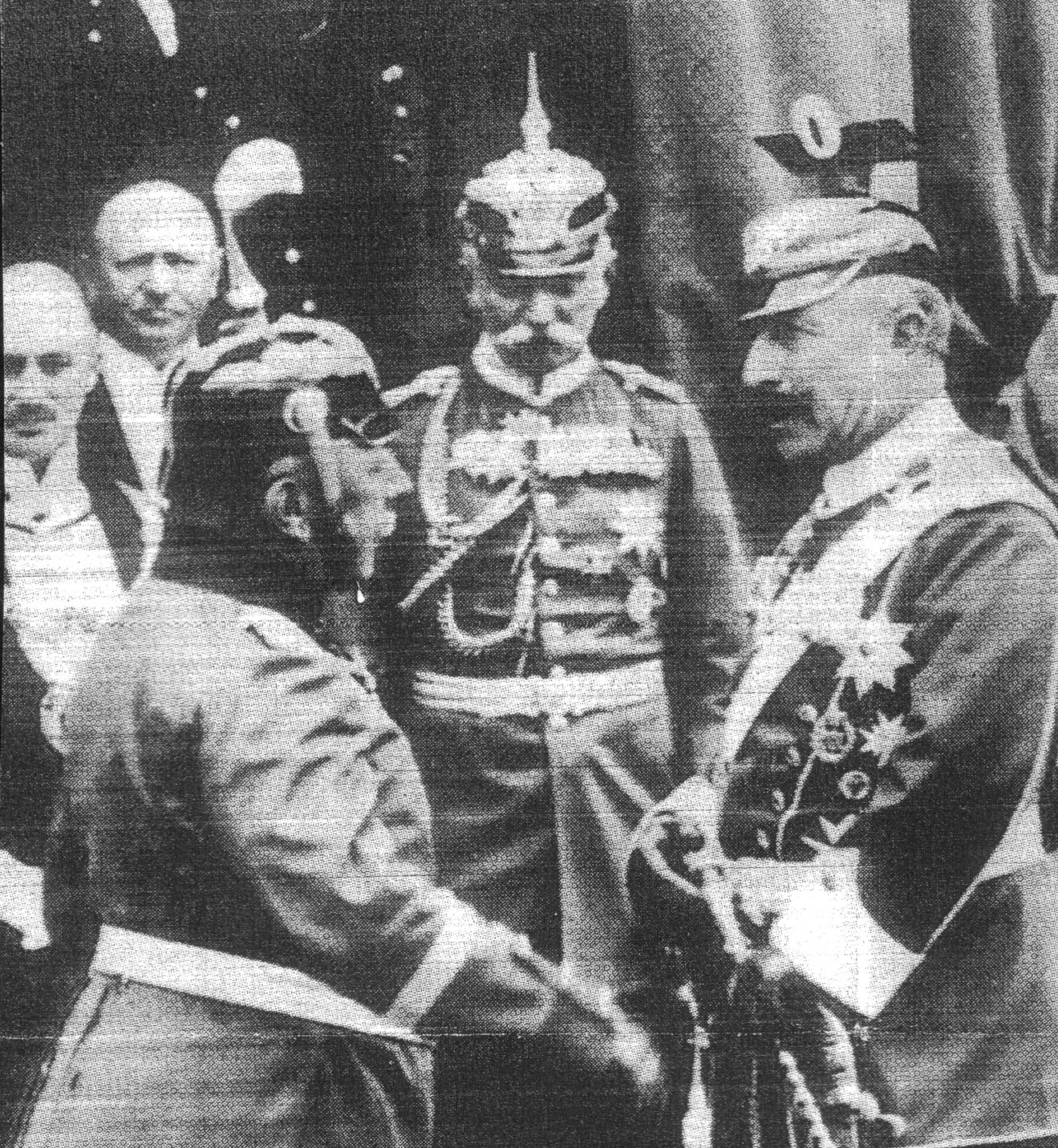
Ганс фон Плессен (в центре), кайзер Вильгельм II (справа)

За годы службы фон Плессен был награждён 88 отечественными и зарубежные орденами, среди них 51-м большим крестом. В том числе:
- Орден Чёрного орла с цепью в алмазах
- Большой крест Ордена Красного орла с дубовыми листьями и мечами на кольцах
- Орден Короны I класса
- Орден Дома Гогенцоллернов с мечами и цепью
- Большой крест Ордена Вюртембергской короны
- Железный крест 2-го класса (1870)
- Железный крест 1-го класса (1914)
- Орден Pour le Mérite
- Орден Святого Губерта
- Орден Рутовой короны
- Большой крест ордена Вендской короны
- Большой крест Австрийского ордена Леопольда
- Австрийский Орден Железной короны 1-го класса
- Большой крест Императорского австрийского ордена Франца Иосифа
- Большой крест с бриллиантами Королевского венгерского ордена Святого Стефана
- Командор 1-го класса ордена Данеброг
- Рыцарь Большого креста Королевского Викторианского ордена
- Орден Святого апостола Андрея Первозванного
- Орден Серафимов